# M'hamed El Kourd
M'hamed El Kourd, de son vrai nom Mohamed Benamara, est un chanteur algérien, né en 1895 à Annaba et mort en 1951. Il est l'un des grands maîtres du malouf algérien.

## Biographie

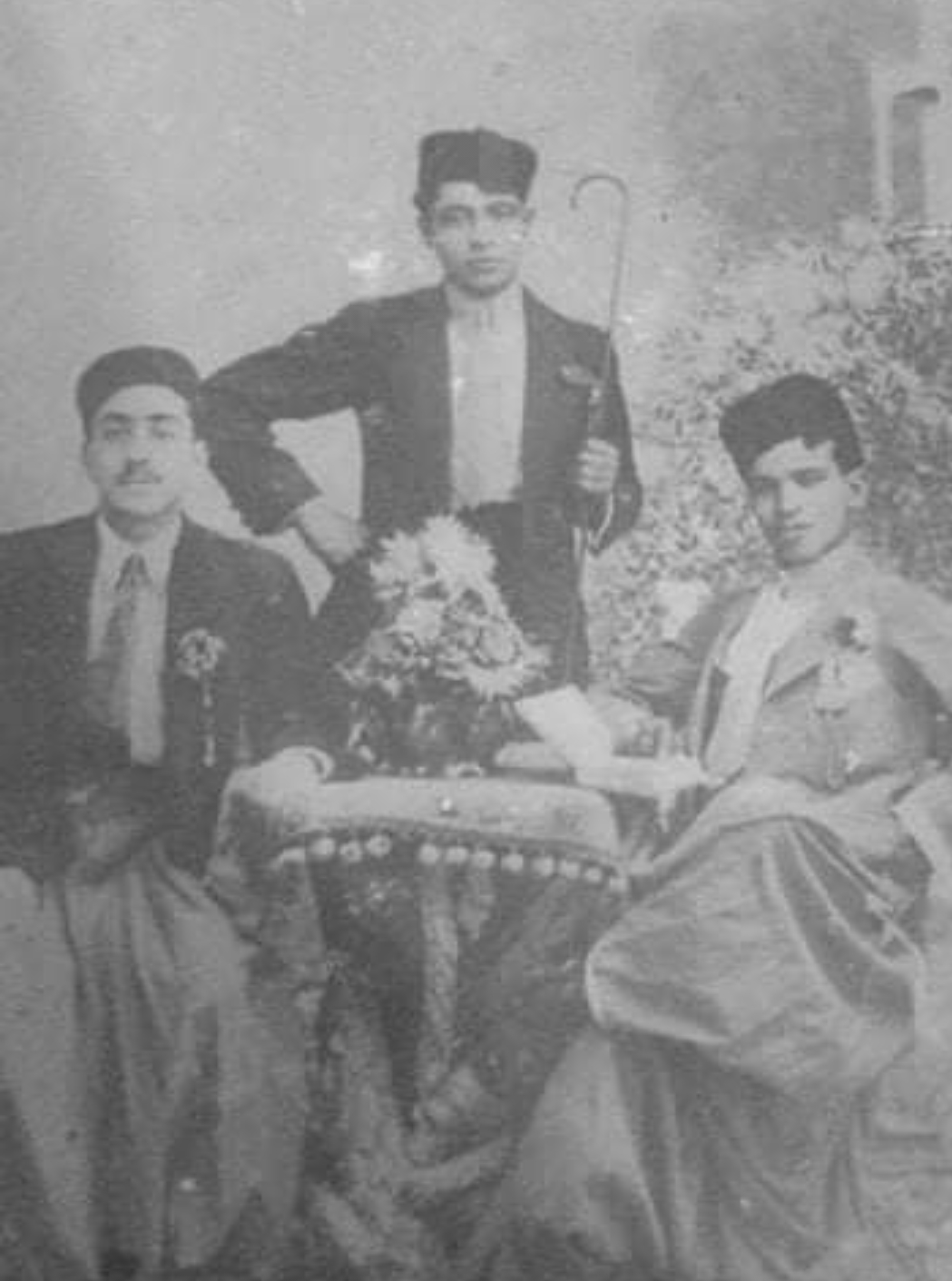
M'hamed El Kourd enfant avec sa famille.

Mohamed Benamara, est né dans la vieille ville d'Annaba le 2 août 1895, d'une famille dont l'origine serait andalouse. Son père était un musicien constantinois qui jouait du târ et s'était établi dans la ville d'Annaba. Il acquit un enseignement traditionnel et apprit le Coran à la mosquée de Sidi Bou Merouane.  
Puis, il fréquente les cafés populaires où on interprétait le malouf. Il est mobilisé durant la Première Guerre mondiale, au Moyen-Orient, il fréquente de grands maîtres de la musique orientale de Syrie, d'Égypte, de Tunisie, de Turquie et notamment du Kurdistan où il hérite son pseudonyme d'artiste d'El Kourd (« le Kurde »). Sa carrière artistique débute en 1925 lorsqu'il commence à se produire dans les cafés et les places publiques de la ville d'Annaba. 
Le Cheikh était un innovateur du malouf. Il est le premier à introduire le piano dans ce genre musical qui ne comptait jusqu'alors que des instruments à cordes ou à percussions. Ses compagnons l'avaient surnommé « les doigts d'or ». Dès lors, il va écarter, durant plusieurs décennies, le malouf annabi de l'orthodoxie de l'école de Constantine. En 1932, il participe au Congrès de musique arabe du Caire en tant que représentant de la musique algérienne aux côtés de Larbi Bensari, le cheikh de Tlemcen.
Il meurt le 10 octobre 1951, sans laisser d'enfant. Ses obsèques étaient grandioses, toutes les confessions étaient représentées. La presse coloniale titrait le lendemain « Bône, ville morte ! ». Il est enterré au cimetière de Zaghouane.

## Œuvre

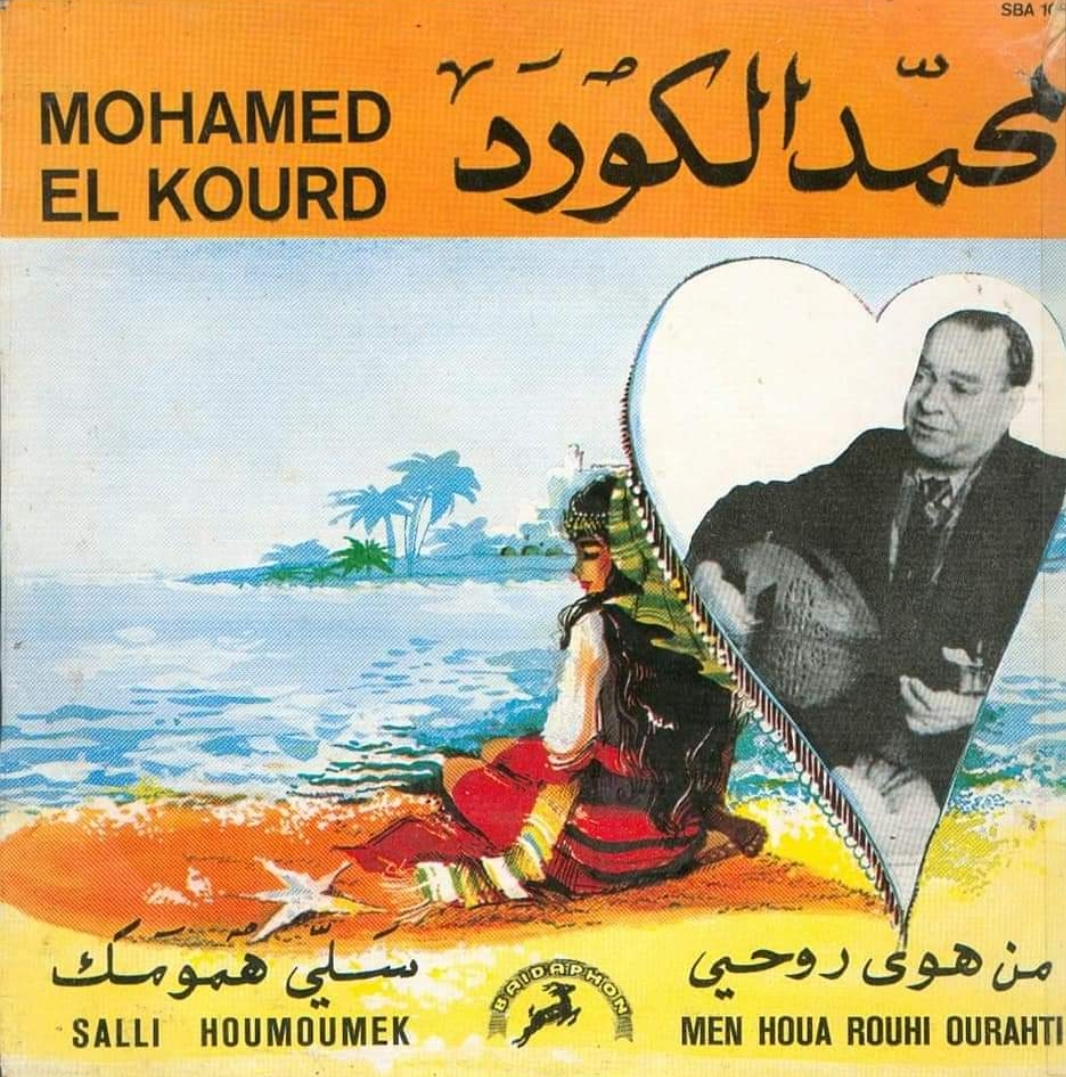
Couverture d'un disque du cheikh M'hamed El Kourd

Le Cheikh Mohamed El Kourd est le premier artiste à consigner le malouf dans un enregistrement. Son œuvre est compilée sur près d'une cinquantaine d'opus. Il enregistre sa première série de disques 78 tours en 1934 chez Beïdaphone à Paris. Cet enregistrement contient des classiques de la musique arabo-andalouse algérienne : Man frag ghzali, Salah Bey, Haramt bik nouâssi, Farakouni et Âynine lahbara.
L'artiste se caractérise par la simplicité de son interprétation : la voix est clairement perceptible, le chœur
inexistant, les instruments de musique sont peu nombreux et les qacidas courtes. Il avait aussi intégré les maqamates (modes) orientales au répertoire classique. Le choix des chansons courtes ou plutôt la réduction des longs qacidas s'explique par la durée du support d'enregistrement de l'époque.
Lors de son séjour à Tunis, il lui arrivait d'animer des fêtes. Il a été tellement apprécié que l'une de ses interprétations : man fragh ghzâlî fait partie du patrimoine populaire tunisien. Plusieurs chanteurs et musiciens annabis ont puisé dans son répertoire, notamment Hassen El Annabi, Layachi Dib et Hamdi Benani. L'association musicale El Kourdia tente de pérenniser et d'honorer sa mémoire.

### Discographie
- Le Malouf constantinois, Archives des années 36-37; Vol.1, fabriqué en France par CDV, 1992, 1 CD
- Baïdaphone, 1934 :
  - 9518/821 Raqs Spanioli
  - 145/46 Yatib Aïchi
  - 139/40 Ya Rabbi Aïnin Elhbara
  - 137/38 Farakouni
  - 135/36 Ya Assafi Ala
- ALGÉRIE : Musiques rebelles 1930 - 1962, CD album. 4 volumes, 2012